# ابن سلام
ابن سلَّام أو (نقحرة: أبيزاندا) هي بلدية تقع في مقاطعة وشقة في أرغون في إسبانيا . وفقًا لتعداد 2018 (INE) بلغ عدد سكان البلدية 151 نسمة.